# Julie Calvé
Julie Rose Calvé, född i Rennes i maj 1815, död i New Orleans 30 december 1898, var en amerikansk (ursprungligen fransk) operasångerska (sopran). Hon var engagerad vid Théâtre d'Orléans i New Orleans 1837–1846 och var dess primadonna, samt musiklärare efter det.

## Biografi
Julie Calvé föddes i Rennes som dotter till J. H. Calvé och fick sin utbildning i Frankrike.
År 1837 engagerades hon av John Davis som prima donna för Théâtre d'Orléans, där hon debuterade som Rosina i Barberaren i Sevilla (Rossini) 21 november 1837. Hon sjöng sopranrollen i den amerikanska premiären av Le Postillion de Longjumeau (Adam); Le Domino Noir and Zanetta (Auber); Les Huguenots (Meyerbeer); och Anna Bolena, Don Pasquale, Lucia di Lammermoor och Les Martyrs (Donizetti).
Calvé avslutade sin karriär efter 1845–1846 års säsong. Hon var sedan verksam vid samma opera som musiklärare. Hon nämns tillsammans med scenmålaren Louis-Dominique Develle och dirigenten Eugene Prevost som en av de tre mest betydande och inflytelserika konstnärliga krafterna vid operascenen i New Orleans, som vid denna tid var en av de främsta operascenerna i USA, utöver den främsta i Sydstaterna.
År 1858 gifte hon sig med operans direktör Charles Boudousquié.